# ألنغي
ألنغي ((بالروسية: Алнгей)‏) هو بركان طبقي يقع وسط شبه جزيرة كامشاتكا. يقع ألنغي شرق تيكليتونوب وهو بركان درعي وغرب القمة الشمالي في سلسلة سيريدني.